# 中京大学附属中京高等学校
中京大学附属中京高等学校（ちゅうきょうだいがくふぞくちゅうきょうこうとうがっこう）は、愛知県名古屋市昭和区川名山町に所在する私立高等学校。
学校法人梅村学園が運営する中京大学の附属学校である。通称「中京大中京（ちゅうきょうだいちゅうきょう）」。
岐阜県瑞浪市の安達学園「中京高等学校」（中京院中京・岐阜中京）との間でしばしば「中京商業」「中京高校」の名称が入れ替わっている。

## 概要
1923年（大正12年）に中京商業学校として創立。「学術とスポーツの真剣味の殿堂たれ」を建学の精神とし、「真剣味」を校訓としており、これは岐阜県の学校法人安達学園「中京高等学校」と全く同じである。
1995年（平成7年）に中京大学の付属高校となり、1998年（平成10年）から男女共学化した。
普通科の全日制課程（修業年限3年、定員1200、学級数30）と通信制課程（修業年限3年、定員240、学級数6）からなる。全日制課程は特進コース（COURSE T）、国際コース（COURSE K）、進学コース（COURSE S）の3つの特色のあるコース制をとる。
進学コースは高大連携7年一貫教育をコンセプトとしており、大学との連携授業「単位認定型先行授業」を実施している。また進学コース内にはスポーツクラス（2クラス）が設けられている。
国際コースは2019年（平成31年）に新設されたコースで校舎5号館4階を国際フロアとしている。

## 沿革
- 1923年（大正12年） - 中京商業学校創立[1]。梅村清光が校主兼初代校長に就任[1]。
- 1944年（昭和19年） - 中京女子商業学校に転換して男子生徒の募集停止[1]。
- 1947年（昭和22年） - 中京商業学校に復し女子生徒の募集停止[1]。
- 1948年（昭和23年） - 財団法人梅村学園を設立[1]。学制改革により中京商業高等学校に改称[1]。商業科が置かれる。
- 1951年（昭和26年） - 財団法人梅村学園が学校法人梅村学園となる[1]。
- 1954年（昭和29年） - 梅村学園第1回合同学園祭を開催[1]。
- 1966年（昭和41年） - 体育館完成[1]。
- 1967年（昭和42年） - 中京高等学校に改称[1]。普通科を設置。
- 1995年（平成7年） - 商業科を廃止し、中京大学附属中京高等学校に改称[1]。
- 1997年（平成9年） - 新校舎完成[1]。
- 1998年（平成10年） - 男女共学になる[1]。
- 2009年（平成21年） - 特進・進学のコース別指導を開始。
- 2019年（平成31年） - 国際コース設立。
- 2024年 （令和6年）-通信制開設

### 「中京商業」「中京高校」の名称について
岐阜県瑞浪市にある学校法人安達学園設置の学校（現在は中京高等学校）との間で、「中京商業高等学校」「中京高等学校」の名称が入れ替わったり、近似の名称になったりすることで、しばしば話題となる。別の学校法人ではあるが、安達学園の創設者である安達壽雄は、梅村学園創設者である梅村清光の二男にあたり、中京商業高等学校（梅村学園）の校長を務めたこともある。
|        | 梅村学園（愛知県）               | 安達学園（岐阜県）                   | 備考                                                     |
| ------ | -------------------------------- | ------------------------------------ | -------------------------------------------------------- |
| 1948年 | 中京商業高等学校（新制）         | －                                   | （梅村）旧制中京商業学校が新制高校になる                 |
| 1963年 | 中京商業高等学校（新制）         | 中京高等学校（設立）                 | （安達）学校設立                                         |
| 1967年 | 中京高等学校（改称）             | 中京商業高等学校（改称）             | （梅村）普通科設置／（安達）伝統ある名称を継承           |
| 1995年 | 中京大学附属中京高等学校（改称） | 中京商業高等学校（改称）             | （梅村）商業科廃止                                       |
| 2001年 | 中京大学附属中京高等学校（改称） | 中京高等学校（改称）                 | （安達）普通科が主体となったため                         |
| 2017年 | 中京大学附属中京高等学校（改称） | 中京学院大学附属中京高等学校（改称） | （安達）学園一体の運営のため                             |
| 2020年 | 中京大学附属中京高等学校（改称） | 中京高等学校（改称）                 | （安達）大学と法人が別になったため・設立時の名称への回帰 |

## 部活動

### 硬式野球部

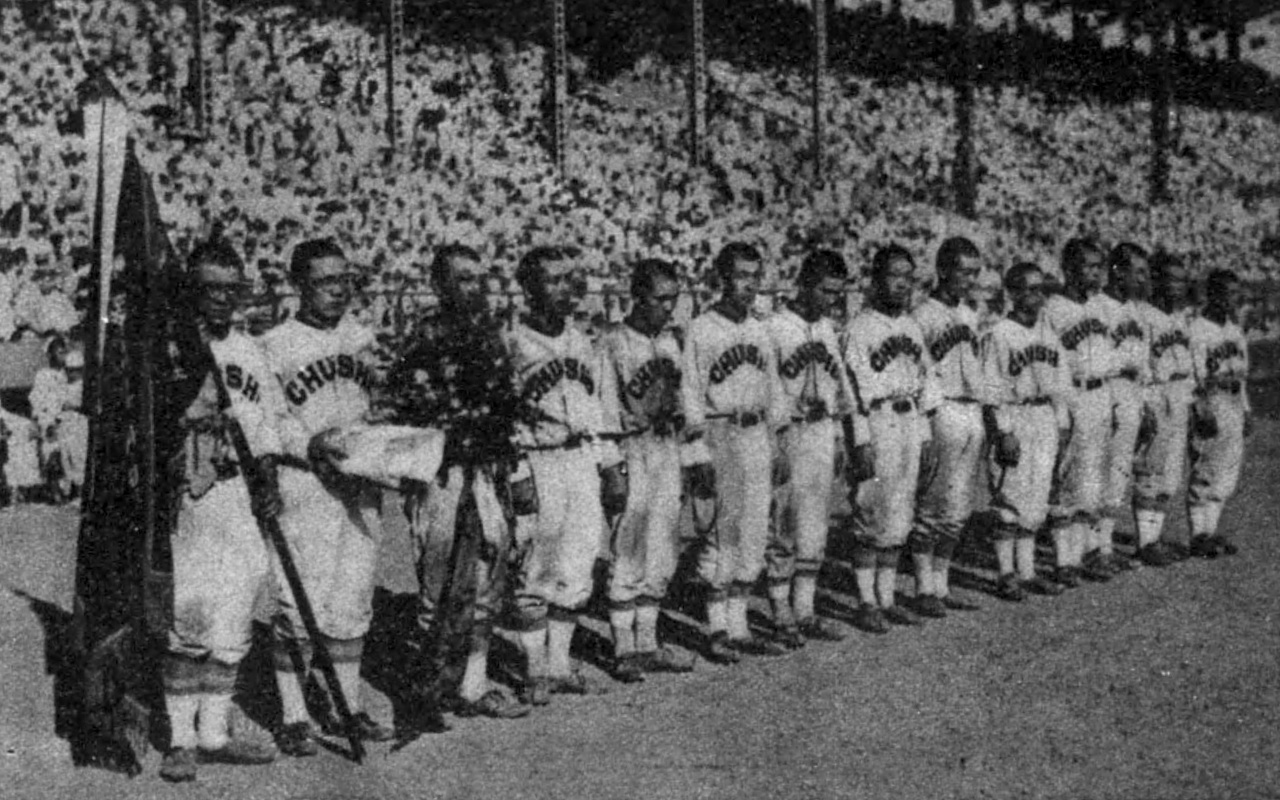
1931年夏（第17回）で優勝した中京商業野球部

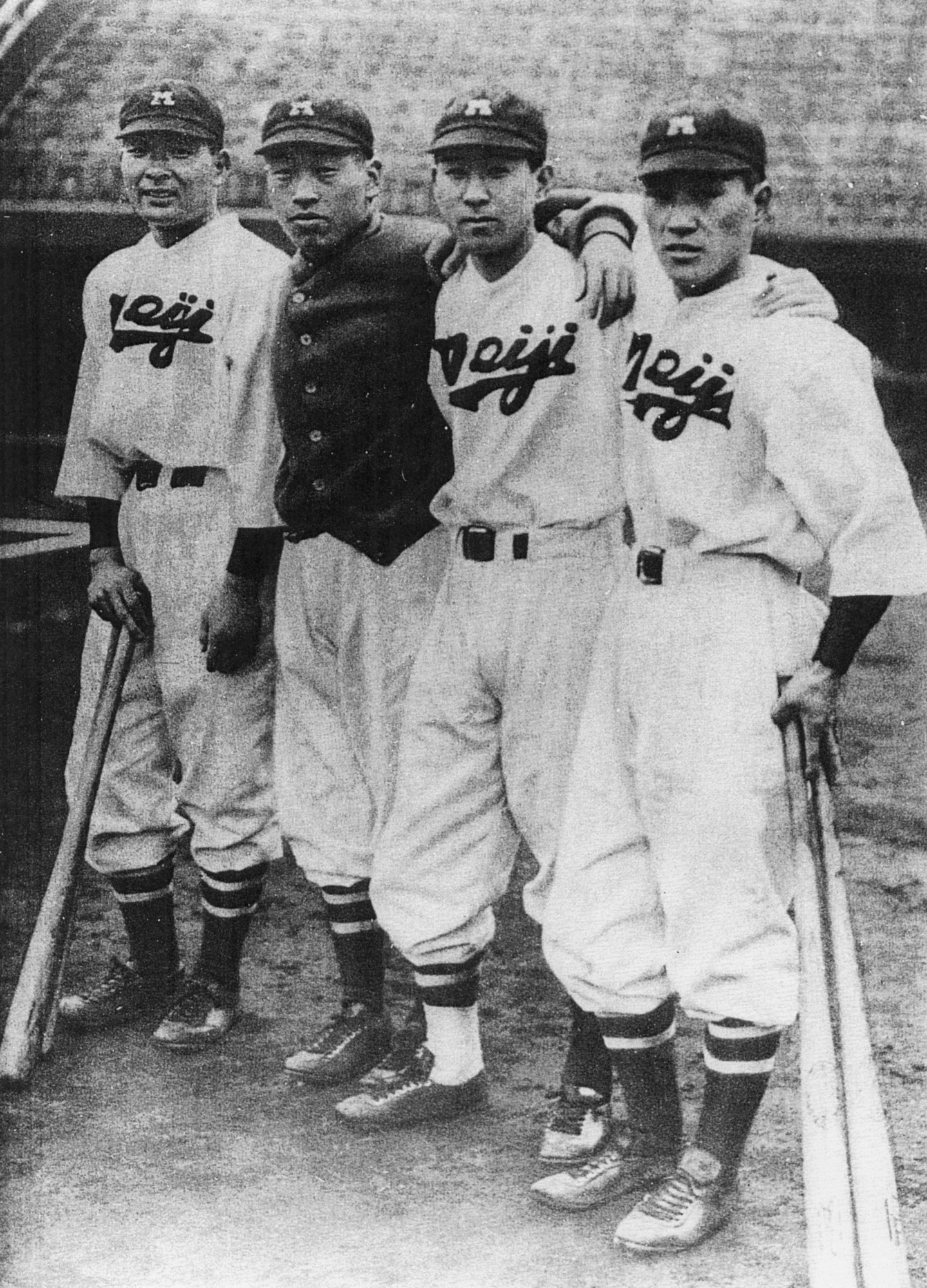
左から杉浦清、吉田正男、村上重夫、恒川道順（明大進学後）

硬式野球部は戦前から甲子園に数多く出場している（春32回、夏29回、春夏通算61回）。甲子園での勝利数は、春58勝 (タイ記録)、夏79勝、春夏通算137勝でいずれも全国最多勝利数である。甲子園優勝回数は、春4回、夏7回、春夏通算11回で夏と春夏通算の優勝回数が全国最多である。
エース吉田正男 を擁立した1931年（昭和6年）から1933年（昭和9年）にかけて夏の甲子園大会史上唯一の夏3連覇、1937年（昭和12年）第23回から1938年（昭和13年）春（第15回）の夏春連覇や1966年（昭和41年）春（第38回）から夏（第48回）の春夏連覇も達成している。
また、2009年（平成21年）夏（第91回）では43年ぶりに全国制覇し夏7度目の優勝を果たした。なお、中京大中京は夏の甲子園7回決勝に進出し7回全て優勝しており、一度も決勝戦で負けたことがない。
全国タイトルは、その他に国スポ4回、明治神宮野球大会1回、明治神宮競技大会（明治神宮野球大会の前身）1回があり、甲子園全国大会と合わせて17回優勝している。
同じ愛知県内の強豪校である東邦高校、愛工大名電高校、享栄高校と並び「愛知私学4強」とされている。
毎年、夏の愛知大会を前にベンチ入りから外れる3年生全員に一日限定で背番号のついたユニフォームを着用させ、愛知県立大府高等学校の同じくベンチ外の3年生全員と「親善引退試合」が名古屋市瑞穂公園野球場で行われる。その模様は、フジテレビ系列放送の『奇跡体験!アンビリバボー』で紹介されている。
また、中京商業、中京時代まで立ち襟に胸にブロック体で「CHUSHO」「CHUKYO」の書体のユニフォームを使用していたが、現校名に改称後、デザインを一新するも2019年（令和元年）、夏の愛知大会から、再び元のデザインに戻している。

### 軟式野球部
男子は硬式野球部と並び、全国大会を多数優勝している。全国タイトルは計7回（全国高校選手権優勝2回・国スポ優勝5回）。
女子軟式野球部も存在する。

### サッカー部
サッカー部は、全国高校総体に出場22回、全国高校サッカー選手権に出場16回を数える。2021年（令和3年）よりOBの鈴村真平が監督に就任した。

### スケート部
スケート部は、ナショナルトレーニングセンターに指定されている中京大学アイスアリーナを使用している。在学中または卒業後の6名のオリンピック選手を輩出しており、そのうち浅田真央は個人戦銀メダリスト、宇野昌磨は個人戦銀・銅メダリスト、団体戦銀メダリスト、木原龍一は団体戦銀メダリストとなっている。

### 陸上部
近年は豊川勢（愛知県立豊川工科高等学校、豊川高等学校）の台頭により低迷しているが、かつては広島県立世羅高等学校（広島県）、宮崎県立小林高等学校（宮崎県）とともに「高校駅伝御三家」と呼ばれた。全国高等学校駅伝競走大会出場39回（全国4位）、優勝3回（全国7位タイ）、入賞28回（全国2位タイ）の実績を誇るが、2004年（平成16年）の第55回記念大会を最後に出場からは遠ざかっている。

### 水泳部
全国高等学校総合体育大会水泳競技大会で2度の総合優勝経験がある。

### 男子バレーボール部
かつては愛知を代表する名門校だったが、近年は全国大会から遠ざかっている。
インターハイ10回出場
選抜優勝大会6回出場ベスト8(1970.1973)

### e-Sports部
中京大中京e-Sports部は2018年（平成30年）に創部された。
2019年（令和元年）の「いきいき茨城夢国体2019」の文化プログラムである、「全国都道府県対抗eスポーツ選手権大会2019IBARAKI」ウイニングイレブンの少年の部に愛知県代表として出場している。

## アクセス
- 名古屋市営地下鉄鶴舞線いりなか駅 徒歩約5分

## 著名な出身者

### 野球
- 日比野武（中退）
- 芳賀直一
- 村上重夫
- 杉浦清
- 野口明
- 鬼頭数雄
- 加藤信夫
- 伊藤庄七
- 野口二郎
- 鈴木実
- 原田督三
- 石井豊
- 宗宮房之助
- 野口昇
- 大西寛介
- 杉山東洋生
- 杉江文二
- 鵜飼勉
- 粕谷由之
- 鬼頭勝治
- 杉江繁雄
- 久野勝美
- 野口渉
- 稲葉郁三
- 江崎照雄
- 鹿野鉱一
- 小林勇二
- 中山俊丈
- 加藤克巳
- 柳川福三
- 星山晋徳
- 鈴木孝雄
- 小川敏明
- 本間勝
- 伊藤竜彦
- 早瀬方禧
- 石黒和弘
- 江藤省三
- 山中巽
- 相羽欣厚
- 木俣達彦
- 林俊宏
- 三輪田勝利
- 高井諭
- 下村栄二
- 加藤英夫
- 矢沢正
- 伊熊博一
- 平林二郎
- 渡辺幸三
- 川口勉
- 大島忠一
- 水谷則博
- 生田啓一
- 樋江井忠臣
- 金本誠吉
- 岡田忠雄
- 近沢英二
- 湧川勉
- 栗岡英智
- 吉村元富
- 伊藤敦規
- 野中徹博
- 紀藤真琴
- 鈴木俊雄
- 後藤孝志
- 木村龍治
- 稲葉篤紀
- 前田章宏
- 深町亮介
- 嶋基宏[13]
- 伊藤隼太
- 井藤真吾
- 堂林翔太
- 磯村嘉孝
- 中村健人
- 伊藤康祐
- 伊藤稜
- 鵜飼航丞
- 澤井廉
- 髙橋宏斗
- 中山礼都
- 畔柳亨丞
- 吉田正男
- 永田昌弘
- 武藤哲裕
- 森昌彦
- 瀧正男
- 上野翔太郎
- 伊藤寛士
- 長谷部銀次
- 高橋源一郎
- 佐藤啓介

### サッカー
- 山道高平
- 岡山哲也
- 渡邉一平
- 吉田恵
- 伊藤翔
- 石原卓
- 伊藤友彦
- 宮市亮
- 宮市剛
- 大岩一貴
- 熊澤圭祐
- 三浦雄也
- 中村亮太
- 杉森考起

### フィギュアスケート
- 安藤美姫
- 小塚崇彦
- 浅田真央
- 木原龍一
- 村上佳菜子
- 宇野昌磨
- 松田悠良
- 須崎海羽
- 横井ゆは菜
- 山下真瑚
- 松生理乃
- 中村俊介
- 河辺愛菜
- 吉田陽菜
- 島田麻央
- 壷井達也
- 中田璃士

### 陸上
- 佐藤信之
- 内藤真人
- 中尾勇生
- 鈴木久嗣
- 神野大地
- 清田真央

### プロレス
- 青柳政司（中退）
- 齋藤彰俊
- 松永光弘
- 杉浦貴

### その他スポーツ
- 青山繁：元バレーボール選手
- 栃剣展秀：元力士
- 栃司哲史：元力士
- 内村直也：柔道家
- 斎藤勝也：元競輪選手

### 芸能
- 井上昭文：俳優
- 三遊亭ぽん太：落語家
- 浅井優：お笑い芸人
- 猪塚健太：俳優
- 土岐麻梨子：元グラビアアイドル
- 梅本まどか：タレント、レーサー、元SKE48
- 長屋晴子：緑黄色社会 ボーカル&ギター
- 小林壱誓：緑黄色社会 ギター
- peppe：緑黄色社会 キーボード
- 菅なな子：元アイドル、元SKE48

### その他
- 横山利秋：政治家
- 伊藤寿永光：元イトマン常務
- 榊原暢宏：ジャパンベストレスキューシステム創業者・代表取締役
- 長浜博之：元調教師
- 梅村正昭：元僧侶

## 関連書籍・DVD
- 『ジュニア陸上競技マニュアル』（全国高等学校体育連盟陸上競技部（編）、陸上競技社、2006/1、ハードルの項を北村肇（中京大学附属中京高等学校陸上競技部監督）が執筆）
- 『実戦！ハードル競走のための動き作り＆ドリル　70パターン以上のハードルトレーニング』（指導・解説：北村肇（中京大学附属中京高等学校陸上競技部監督、さかえクリニックTC監督）、実技協力：吉岡康典（中京大学大学院）、久田尚弥（さかえクリニックTC）、山崎由加里（さかえクリニックTC）、中京大学附属中京高等学校陸上競技部、ジャパンライム、2008/4、DVD）
- 『スプリントの徹底分析　インターハイ優勝チームのアクティブトレーニング』（指導・解説：北村肇（中京大学附属中京高等学校陸上競技部監督、さかえクリニックTC監督）、実技協力：中京大学附属中京高等学校陸上競技部、ティアンドエイチ、1999、DVD）